# Siganus puellus
Siganus puellus är en fiskart som först beskrevs av Hermann Schlegel 1852.  Siganus puellus ingår i släktet Siganus och familjen Siganidae. Inga underarter finns listade i Catalogue of Life.